# Záměl
Záměl település Csehországban, Rychnov nad Kněžnou-i járásban. Záměl Potštejn, Vamberk és Doudleby nad Orlicí településekkel határos. Lakosainak száma 656 fő (2024. január 1.).

## Népesség
A település lakosságának változását az alábbi diagram mutatja:
| Lakosok száma | 763  | 732  | 782  | 643  | 620  | 632  | 643  | 632  | 584  | 656  |
|               | 1869 | 1900 | 1921 | 1961 | 1980 | 2011 | 2016 | 2019 | 2021 | 2024 |